# Stephan Fransen
Stephan Fransen es un tenista profesional, nacido el 8 de agosto de 1988 en Holanda. 

## Carrera
Su máximo ranking individual lo consiguió el 7 de junio de 2010, cuando alcanzó la posición N.º 817 del ranking mundial ATP. El 18 de noviembre de 2013 logró su puesto más alto en la modalidad de dobles, alcanzando el puesto N.º 163.
Participa principalmente en el circuitos ITF y ATP Challenger Series y sobre todo en la modalidad de dobles. Es un jugador diestro y usa el revés a dos manos. Su superficie favorita es la tierra batida. Ha ganado hasta el momento 1 títulos de la categoría ATP Challenger Series y lo hizo en la modalidad de dobles.

## Títulos; 1 (0 + 1)
| Leyenda                        | Individuales | Dobles |
| ------------------------------ | ------------ | ------ |
| Grand Slam (tenis)\|Grand Slam | 0            | 0      |
| ATP World Tour Finals          | 0            | 0      |
| ATP World Tour Masters 1000    | 0            | 0      |
| ATP World Tour 500 Series      | 0            | 0      |
| ATP World Tour 250 Series      | 0            | 0      |
| ATP Challenger Series          | 0            | 1      |

### Dobles
| N.º | Fecha      | Torneo                  | Superficie | Compañero      | Oponentes en la final             | Resultado        |
| --- | ---------- | ----------------------- | ---------- | -------------- | --------------------------------- | ---------------- |
| 1.  | 16.11.2013 | Challenger de Guayaquil | Tierra     | Wesley Koolhof | Roman Borvanov Alexander Satschko | 1:6, 6:2, [10:5] |